# NGC 4021
NGC 4021 est une galaxie elliptique relativement éloignée, compacte et située dans la constellation de la Chevelure de Bérénice. NGC 4021 a été découverte par l'astronome irlando-danois John Dreyer en 1878.

## Caractéristiques
Sa vitesse par rapport au fond diffus cosmologique est de 10 329 ± 22 km/s, ce qui correspond à une distance de Hubble de 152 ± 11 Mpc (∼496 millions d'al).
À ce jour, une mesure non basée sur le décalage vers le rouge (redshift) donne une distance d'environ 138,000 Mpc (∼450 millions d'al). Cette valeur est à l'extérieur des valeurs de la distance de Hubble, mais compatible avec celles-ci.